# Leids Universiteits Fonds
Het Leids Universiteits Fonds (LUF) ondersteunt de Nederlandse Universiteit Leiden door zijn sterke band met de alumni van de Universiteit Leiden.
Daarnaast verleent het Leids Universiteits Fonds subsidies aan projecten, faculteiten, wetenschappelijk medewerkers en studenten ten behoeve van uitstekend wetenschappelijk onderwijs en onderzoek aan de Universiteit Leiden, de oudste universiteit van Nederland. 

## Geschiedenis

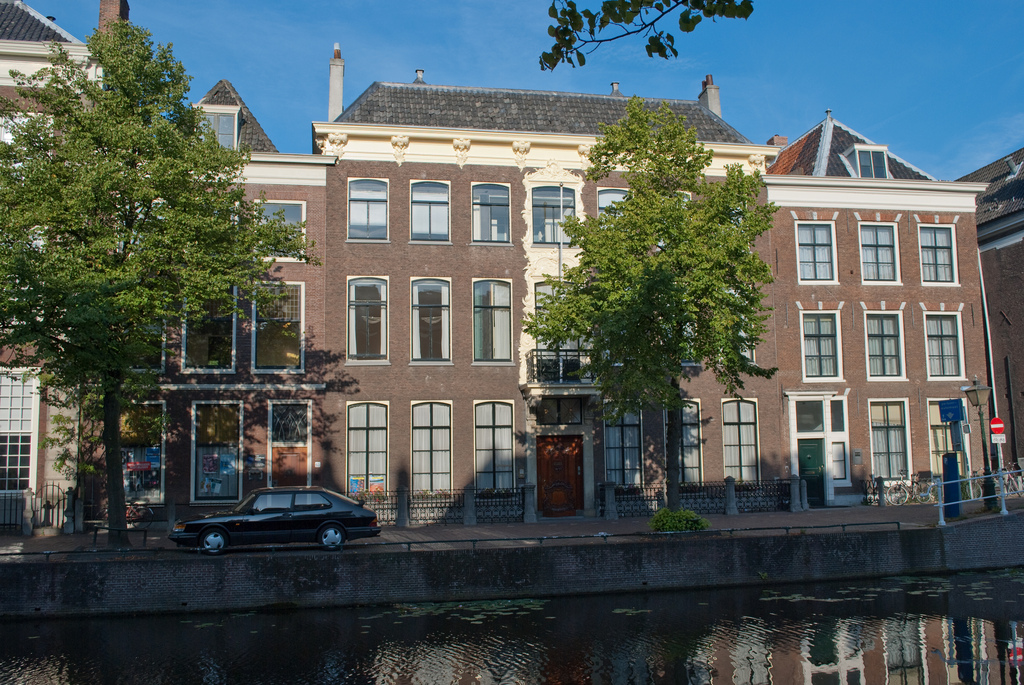
Het Snouck Hurgronjehuis aan het Rapenburg

Aan het einde van de negentiende eeuw kwamen er steeds meer geluiden dat er iets moest veranderen op de Universiteit Leiden. Het was tijd voor vernieuwing. Dit betekende: uitbreiding van leerstoelen, meer aandacht voor onderzoek en de oprichting van werkgroepen.
Voor deze vernieuwing was veel geld nodig en bij de overheid aankloppen was niet mogelijk. Daarom werd in 1890 het Leids Universiteits Fonds (LUF) opgericht. Het initiatief werd genomen door prof. P.A. van der Lith, hij richtte met vijf collega's van verschillende faculteiten het fonds op. Het idee van het fonds was dat particulieren het geld ervan bijeen zouden brengen. Hiervoor werden studenten, docenten en alumni van de Universiteit Leiden benaderd. Het opgehaalde geld werd belegd en het rendement werd besteed aan subsidies voor onderwijs en onderzoek. Het beginkapitaal van vijftienhonderd gulden is inmiddels uitgegroeid tot een som van 22 miljoen euro, dankzij de vele donaties van alumni door de jaren heen.
De juridische vorm van het LUF is die van een stichting. Het LUF heeft de status Algemeen Nut Beogende Instelling (ANBI).

## Student-lidmaatschap

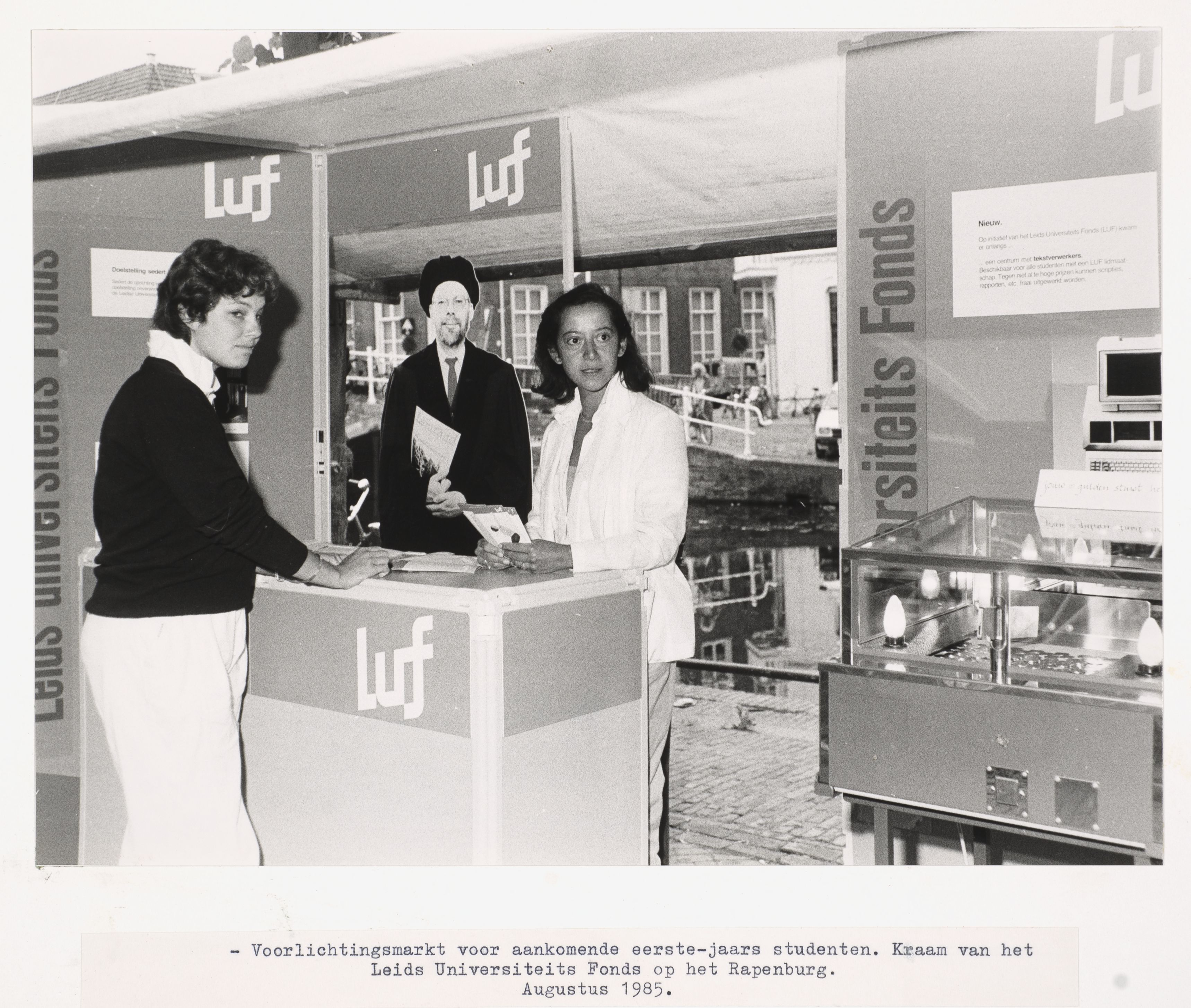
Donateurs werven (1985)

Voor studenten bestaat het LUF Student-lidmaatschap. Studenten betalen € 5,- aan het LUF, waarbij zij zelf aan kunnen geven naar welk doel dit geld gaat. Doelen voor dit geld zijn o.a. het Mandela Scholarship Fund of de eigen studievereniging of studentenvereniging. Student-leden krijgen met hun LUF-pas o.a. korting bij bepaalde winkels in Leiden. Ruim 9.000 studenten zijn Student-lid van het LUF.

## LUF-Commissies
Van het kapitaal van het Leids Universiteits Fonds worden subsidies verstrekt aan medewerkers en wetenschappers verbonden aan de Universiteit Leiden, maar ook aan studenten en studentactiviteiten. Bij het Leids Universiteits Fonds zijn verschillende commissies actief met als doel het verlenen van subsidies.

### CASSA
De Commissie Algemene Subsidies Studenten Activiteiten (CASSA) is een commissie die subsidies verleent voor algemene studentactiviteiten, zoals subsidies voor studentenverenigingen, studieverenigingen en disputen. Zo werd er onder andere al subsidie gegeven voor lezingen, congressen en symposia, lustrumboeken, studiereizen, theatervoorstellingen en concerten. De leden van CASSA zijn allen studenten onder begeleiding van drie senior-leden, een secretaris en een voorzitter. Naast het verstrekken van subsidies organiseert CASSA ook het jaarlijkse Cleveringadebat, werft de commissie Student-leden en representeert zij het LUF.

### CWB
De Commissie Wetenschappelijke Bestedingen (CWB) is de commissie die aanvragen voor subsidies aan medewerkers en wetenschappers verbonden aan de Universiteit Leiden beoordeelt. Voorbeelden van subsidies die door de CWB verstrekt worden zijn onder andere deelname aan of organisatie van een congres voor wetenschappers, vergoeding van (een deel van) de kosten van de accommodatie of uitgaven voor een studiereis (phd studenten). De commissie bestaat uit hoogleraren van de verschillende Leidse faculteiten.
De CWB verleent ook grotere subsidies voor wetenschappelijke projecten. Dit doet zij door jaarlijks de verleende subsidies van de Gratama Stichting te matchen en uit het Byvanck Fonds een archeologisch project te financieren. Ook subsidieert het LUF 22 bijzondere leerstoelen. Deze leerstoelen ondersteunen de ontwikkeling van nieuwe wetenschapsgebieden. Gewaardeerde specialisten, van binnen of buiten de universiteit, kunnen zo als bijzonder hoogleraar hun vakgebied uitbouwen.
Een bijzondere leerstoel is tijdelijk. Als blijkt dat de leerstoel voorziet in een structurele behoefte, is het aan de universiteit om een gewone leerstoel in te stellen. 
Enkele bekende LUF hoogleraren zijn Albert Einstein (1920), Cees Fasseur (1977) en Bas Haring (2006).
Het LUF beheert bovendien Fondsen op Naam met een specifieke bestemming.
De naam, doelstelling en het vermogen van een dergelijk Fonds worden bepaald door de oprichter. De werkzaamheden worden verricht door het bureau van het LUF. Uit de opbrengsten van het vermogen in een Fonds worden jaarlijks subsidies verleend aan projecten of initiatieven binnen de omschreven doelstelling. Zo kan tot in lengte van jaren de eigen naam, of die van een ander, aan het werk van het Leids Universiteits Fonds en de Universiteit Leiden verbonden blijven.

### LISF
Studenten met een origineel idee of onderzoeksproject in het buitenland kunnen in aanmerking komen voor subsidie van het LUF Internationaal StudieFonds. Een goede motivatie en uitwerking zijn wel essentieel voor het verkrijgen van subsidie. Uitzonderlijk goede onderzoeksprojecten kunnen daarnaast nog in aanmerking komen voor de Janneke Fruin-Helb beurs.
Na afloop van hun buitenlandverblijf leveren de studenten die LISF-subsidie kregen een persoonlijk verslag in bij het LUF. Jaarlijks wint het beste verslag de LISF-prijs.

## Activiteiten

### Cleveringalezingen
Ieder jaar organiseert het Leids Universiteits Fonds de zogenaamde Cleveringalezingen. In binnen- en buitenland worden lezingen gehouden door Leidse wetenschappers in het licht van het gedachtegoed van professor Cleveringa, voorvechter van het praesidium libertatis. Tijdens de Tweede Wereldoorlog kwam hij in verzet tegen het ontslag van zijn Joodse collega’s. Deze gebeurtenis speelt een belangrijke rol in de geschiedenis van de universiteit en van het Leids Universiteits Fonds en wordt daarom op deze manier ieder jaar herdacht.

### Cleveringadebat
Ieder jaar in november organiseert CASSA, de studentencommissie van het LUF, het Cleveringadebat, waarbij studenten en kopstukken uit de Nederlandse samenleving in discussie gaan over de vrijheid van meningsuiting. Het Cleveringadebat wordt georganiseerd ter nagedachtenis van de rede die professor Cleveringa in 1940 hield als protest tegen het ontslag van zijn Joodse collega’s.

### Dies Natalis voor Alumni
Op 8 februari is de Dies Natalis (geboortedag) van de Universiteit Leiden. Op de zaterdag erna organiseert het LUF de Dies Natalis voor alumni van de Universiteit Leiden. Gedurende de dag houden verschillende vooraanstaande Leidse hoogleraren lezingen over hun vakgebied. Daarnaast is er gelegenheid voor de alumni om elkaar te ontmoeten. De dag wordt afgesloten met een borrel. Sinds 2012 is er tijdens de dies voor alumni ook een juniorprogramma voor kinderen van alumni.